# Estación Sierra de la Ventana
Sierra de la Ventana es una estación ferroviaria ubicada en la localidad del mismo nombre, en el partido de Tornquist, Provincia de Buenos Aires, Argentina a 537 km al sudoeste de la estación Constitución.

## Servicios
Es una estación del ramal perteneciente al Ferrocarril General Roca. Desde el 30 de junio de 2016 no presta servicios de pasajeros debido al cierre de la empresa provincial Ferrobaires.
El 22 de enero de 2018 la gobernadora María Eugenia Vidal firmó el decreto 1100 que elimina la Unidad Ejecutora del Programa Ferroviario (Ferrobaires), y el consiguiente traspaso de todos los trenes a manos de la Nación. El decreto tuvo su primera consecuencia con el cierre del centenario taller Maldonado en Bahía Blanca.
Por sus vías corren trenes de carga de la empresa Ferrosur Roca.